# David Rozehnal
David Rozehnal (*Šternberk, Región de Olomouc, República Checa, 5 de julio de 1980), exfutbolista checo. Jugaba de defensa y fue profesional entre 1999 y 2018.
Hasta el mercado de invierno de 2008 en Europa jugaba por el Newcastle United de Inglaterra y luego fue fichado por la SS Lazio de Italia.

## Selección nacional
Ha sido internacional con la selección de fútbol de República Checa en 60 partidos internacionales anotando un gol.

### Participaciones en Copas del Mundo
| Mundial                        | Sede     | Resultado    |
| ------------------------------ | -------- | ------------ |
| Copa Mundial de Fútbol de 2006 | Alemania | Primera fase |

## Clubes
| Club                | País            | Año         |
| ------------------- | --------------- | ----------- |
| Sigma Olomouc       | República Checa | 1999 - 2003 |
| Club Brujas         | Bélgica         | 2003 - 2005 |
| Paris Saint-Germain | Francia         | 2005 - 2007 |
| Newcastle United    | Inglaterra      | 2007 - 2008 |
| SS Lazio (cedido)   | Italia          | 2008        |
| SS Lazio            | Italia          | 2008 - 2009 |
| Hamburger SV        | Alemania        | 2009 - 2011 |
| Lille OSC (cedido)  | Francia         | 2010 - 2011 |
| Lille OSC           | Francia         | 2011 - 2015 |
| KV Oostende         | Bélgica         | 2015 - 2018 |